# Pomník Jana Žižky z Trocnova (Hradec Králové)
Pomník Jana Žižky z Trocnova je pískovcový pomník v Hradci Králové. Byl odhalen v Žižkových sadech v roce 1971.

## Popis pomníku
Nadživotní pískovcová socha vojevůdce, který se levou rukou opírá o meč a v pravé ruce drží skloněný palcát, stojí na podstavci s reliéfem znaku Hradce Králové a datem 1423, přičemž vzadu jsou vyryta jména autorů – DUŠEK HEJTMAN 1971.

## Historie
O zbudování pomníku Janu Žižkovi z Trocnova, který ve městě pobýval a zde byl také poprvé pohřben než byl převezen do Čáslavi, se jednalo desítky let. První nápady o jeho zřízení se objevily již v 19. století, ale nikdy nebyly naplněny.

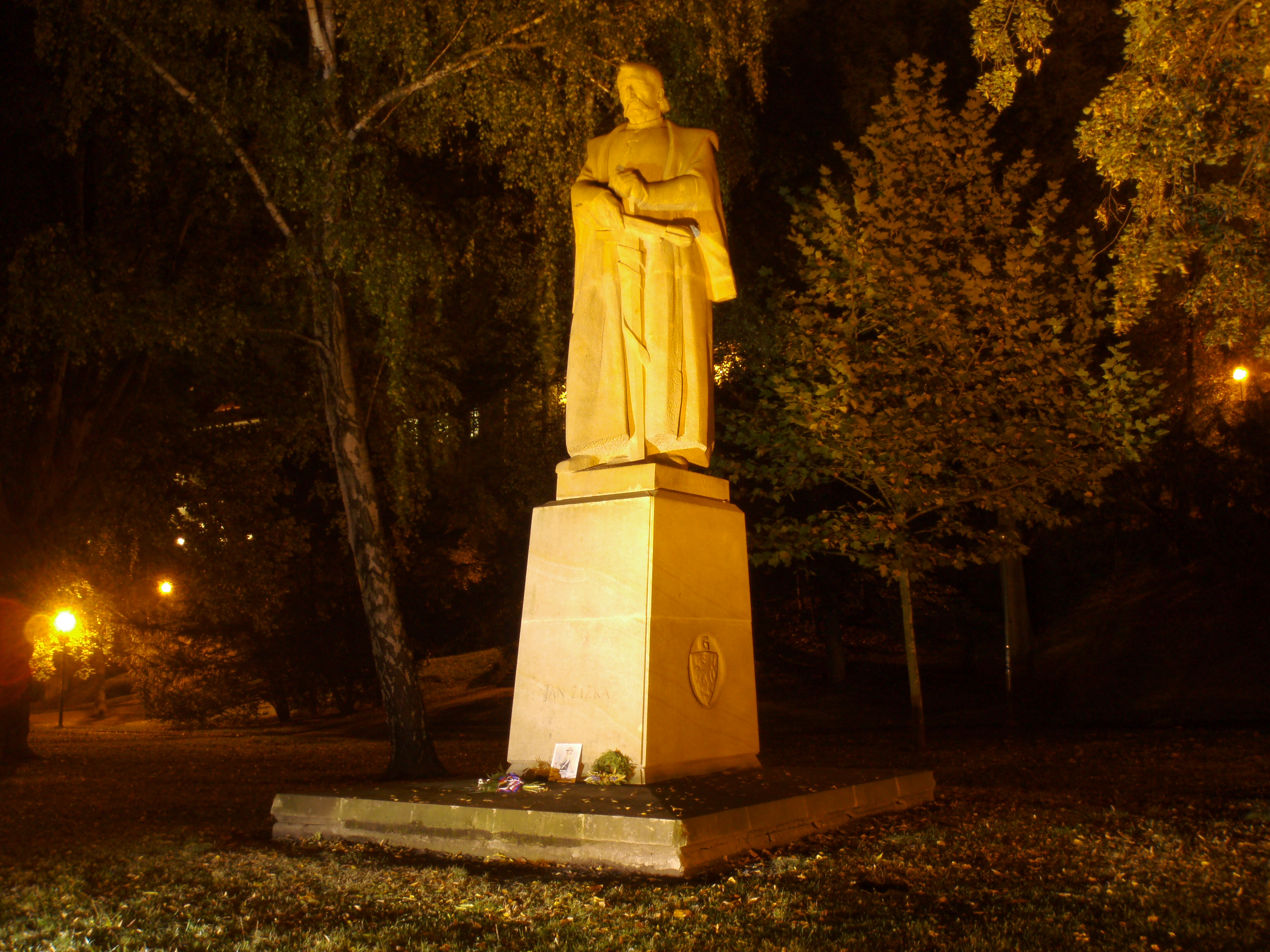
Pomník v noci

První zmínky hodný pokus se udál v rámci pětistého výročí úmrtí tohoto vojevůdce. Tehdy bylo jednáno o tom, že pomník bude umístěn na Velkém náměstí. Zároveň bylo rozhodnuto zřídit pomník v tvrdém pískovci královédvorském, protože obdobný kovový pomník by byl příliš drahý. Na vypracování návrhu pomníku se v užší soutěži podílelo pět sochařů: Rudolf Březa, František Fabiánek, Emanuel Kodet, František Vyskočil a Josef Škoda. O došlých návrzích jednala 5. a 6. června 1924 devítičlenná komise. Jako nejlepší vybrala návrh Josefa Škody, kde Žižka seděl na koni s palcátem v ruce. S návrhy na pomník byla seznámena též veřejnost, a to ve výstavní síni městského muzea od 7. do 11. června téhož roku. Porotě, kde zasedal i Jan Štursa, se však žádný návrh, ani ten vítězný, nezamlouval jako vhodný pro realizaci pomníku v kameni. Doporučila vypsat soutěž novou, což postavení Žižkova pomníku oddálilo.
Na základní kámen pomníku bylo poklepáno 6. července 1924 na dnešním náměstí Svobody, před budovou bývalého učitelského ústavu. Slavnost tehdy zahájil starostův náměstek prof. Jan Mareš a po něm promluvil legionář a redaktor Národního osvobození z Prahy Josef Dýma. Po ukončení obou projevů přečetl legionář V. Holý text věnovací listiny, následoval chorál zapěný sborem Sokola a dělnickým sdružením a poté došlo k samotnému poklepu na základní kámen. Slavnost byla ukončena státní hymnou, kterou zahrála Třískova hudba. Odpoledne se konalo veřejné cvičení Sokola a DTJ, načež byla opakována scéna „Žižka před Prahou“, které se zúčastnilo přes 500 lidí. Netrvalo však dlouho a onen základní kámen upadl v zapomnění.
K práci na pomníku Jana Žižky z Trocnova se Josef Škoda později vrátil. Měl vymodelovat nový návrh v monumentálních rozměrech pro odlití sochy v bronzu. Opět měl stát na Velkém náměstí. Vypracovaný Škodův návrh posoudila komise, ve které byli i Zdeněk Wirth, Antonín Matějček a malíř Jakub Obrovský, a doporučila ho k provedení. Pomník měl stát na Velkém náměstí blízko katedrály sv. Ducha. Výsledný model v měřítku 1:3 byl prezentován ve výstavní síni městského muzea 21. ledna 1939. Po zkouškách s maketou o rozměru 1 : 1 bylo zjištěno, že do uvedeného místa s mariánským sousoším uprostřed, se tak mohutná pískovcová socha nehodí. Bronzový odlitek sochy Jana Žižky z Trocnova dostal k šedesátinám od obce starosta Josef V. B. Pilnáček 27. února 1937. Připojeno bylo též přání, aby se pomník stal brzy ozdobou města. Německá okupace však znamenala zrušení smlouvy se sochařem i práce na pomníku, k jejímuž obnovení nedošlo kvůli umělcově skonu. Navíc byla v roce 1942 ukončena činnost výboru pro postavení Žižkova pomníku.
První schůzka, která se týkala druhé realizace Žižkova pomníku se uskutečnila 9. dubna 1952. Ale větší aktivita nastala až o 5 let později. Soutěž na sochu Jana Žižky z Trocnova v pískovci byla vypsána k 1. říjnu 1958 a ukončena k 31. březnu 1959. Nakonec byl vybrán návrh sochaře Jiřího Duška. Se sádrovou maketou vyrobenou v hořické škole se roku 1965 zkoušely možné varianty osazení. Před nábřežím a Žižkovými sady vyhrály Lipky, kde měla stát vojevůdcova socha na podstavci o výšce 3,70 m. Umístění pomníku však vyvolávalo velké kontroverze, takže i hlavní městský architekt byl pověřen prověřením vhodného umístění pomníku.
Ke skutečnému osazení došlo až 4. června 1971, a to v Žižkových sadech. Slavnostního aktu se kromě jiných pozvaných hostí zúčastnil i ministr kultury ČSR RSDr. PhDr. Miloslav Brůžek, CSc., který pomník předal do péče.